# حفل توزيع جوائز الأكاديمية الإفريقية للأفلام السادس عشر
حفل توزيع جوائز الأكاديمية الأفريقية للأفلام السادس عشر (بالإنجليزية: 16th Africa Movie Academy Awards) كان حفل توزيع جوائز الأكاديمية الأفريقية للأفلام الخاص بسنة 2020، وقد نُظم الحفل عن بُعد نظرا للتدابير الصحية المُرافقة لتفشي جائحة فيروس كورونا 2019.  استضاف لورينزو ميناكايا ‏ هذا الحفل. بعد اكتمال فترة تلقي طلبات الترشيحات، غُيرت فترة إعلان قوائم الترشيحات النهائية من يوم 20 نوفمبر إلى 30 من نفس الشهر. حاز فيلم مدينة المفصل على أكبر عدد من الترشيحات (12 ترشيحا)، تلاه فيلم ديرونس. في حين، حاز فيلم خادمة اللبن على أكبر عدد من الجوائز، من بينها جوائز أفضل فيلم بلغة أفريقية ‏ وأفضل فيلم وأفضل فيلم نيجيري.

## الجوائز والترشيحات
الأفلام أو المُمثلين/المُمثلات/المُخرجين/المُخرجات الفائزة في كُل فئة كُتبت بخط غليظ.
| أفضل فيلم | أفضل مخرج |
| --- | --- |
| - خادمة اللبن － نيجيريا - مدينة المفصل － جنوب أفريقيا - يوميات الصياد －الكاميرون - أكين أوموتوسو － نيجيريا - أربعون عصيا － كينيا - ديرونس － بوريكنا فاصو - هذا ليس دفنا － ليسوثو - ردهة غولد كوست – غانا                                                                   | - ليموهانغ إرميا موسى – هذا ليس دفنا، إنه قيامة - أكين أوموتوسو – الشبح ومنزل الحقيقة - إينا جونسكوت – يوميات الصياد - جميل كيبيكا – مدينة المفصل - ديزموند أوفبياجيلي – خادمة اللبن - فيكتور غاتوني – أربعون عصيا - أبولين تراوري – ديرونس - باسكال أكا – ردهة غولد كوست                                 |
| أفضل ممثل في دور رئيسي | أفضل ممثلة في دور رئيسي |
| - جيمي جان-لويس – ديرونس - غابرييل أفولايان ‏ – قادم من الجنون - كانغ كوينتوس – يوميات الصياد - بونجيل مانتساي – مدينة المفصل - ألفونس مينيو – ردهة غولد كوست - إينيينا نويغوي – باداماسي - روبرت أغينغو – أربعون عصيا - دارين ديويت هينسن ‏ – زفاف الزولو                          | - ماري توالا – هذا ليس دفنا، إنه قيامة - جوسلين دوماس – كولد فيت - ميغ أوتانوا – لأجل ماريا: إيبون باتاكي - زينوبيا كلوبرز – طفل فيلا - إيلفينا إيبرو – ذا بلينغ لاغوسيان - غيرلي جازاما – الخط الأبيض - كيلي خومالو – زفاف الزولو                                                                        |
| أفضل ممثل في دور مساعد | أفضل ممثلة في دور مساعد |
| - رامسي نوح – العيش في عبودية: التحرر - أرابرون نينيك – أربعون عصيا - أدجيتي أنانغ - ردهة غولد كوست - نارسيسوس آفيلي – ديرونس - كوسون شينيبو – يوميات الصياد | - مريم بوث – خادمة اللبن - شارمين موجيري – ميراج - ليندا إيجيفور – الجمهورية الرابعة - ندامو داماريس –يوميات الصياد - تينا مبا – ذا سيت آب ‏ - فانيسوا ييسا – مدينة المفصل - إيفلين جوهين – ديرونس |
| أفضل تصميم أزياء ‏ | أفضل مكياج ‏ |
| - هذا ليس دفنا، إنه قيامة －ليسوثو - أبطال أفريقيا: تيتي كوارشي － غانا - الخط الأبيض － ناميبيا - إيبي － نيجيريا - إله الأجنبي － نيجيريا | - خادمة اللبن － نيجيريا - مدينة المفصل － جنوب أفريقيا - راتنيك － نيجيريا - 1929 － نيجيريا - أبطال أفريقيا: تيتي كوارشي － غانا |
| أفضل تصوير سينمائي ‏ | أفضل تصميم إنتاج ‏ |
| - هذا ليس دفنا، إنه قيامة - الشبح ومنزل الحقيقة - يوميات الصياد - مدينة المفصل - خادمة اللبن - أربعون عصيا - ديرونس - ردهة غولد كوست | - مدينة المفصل - راتنيك - زفاف الزولو - الصورة المثالية: بعد عشر سنوات - هذا ليس دفنا، إنه قيامة - إله الأجنبي - ردهة غولد كوست - أكين أوموتوسو |
| أفضل مونتاج ‏ | أفضل سيناريو ‏ |
| - أكين أوموتوسو - الصورة المثالية: بعد عشر سنوات - مدينة المفصل - أربعون عصيا - ديرونس | - يوميات الصياد - لأجل ماريا: إيبون باتاكي - الخط الأبيض - الجمهورية الرابعة - مدينة المفصل - أربعون عصيا - الصورة المثالية: بعد عشر سنوات - 3 أيام على الانطلاق |
| أفضل فيلم بلغة أفريقية ‏ | أفضل فيلم نيجيري |
| - خادمة اللبن － نيجيريا - مدينة المفصل － جنوب أفريقيا - هذا ليس دفنا، إنه قيامة － ليسوثو - طفل فيلا － جنوب أفريقيا - الخط الأبيض － ناميبيا | - خادمة اللبن - قدم باردة - العيش في عبودية: التحرر - الجمهورية الرابعة - لأجل ماريا: إيبون باتاكي - ذا بلينغ لاغوسيان - قادم من الجنون - أكين أوموتوسو |
| أفضل فيلم قصير ‏ | أفضل فيلم رسوم متحركة ‏ |
| - قارئ الرسالة – جنوب أفريقيا - باكسو والعملاق – ناميبيا - أغان حول أُمي – جنوب أفريقيا - قارب عيدي أمين – أوغندا - ياهو – نيجيريا - سيما – جمهورية الكونغو الديمقراطية - قماش من أجل التأشيرة – السنغال - ما بعد الحرب – مصر                                                      | - سأرحل في غانا: أخرجني من هنا – غانا - من هُنا إلى تمبكتو – كينيا - مالايكا (الملكة المُحاربة) – نيجيريا/الولايات المتحدة - هدية خاصة – موزمبيق - أسطورة لواندا ماجري – كينيا - فتفو – نيجيريا - سانكوفا – ساحل العاج - آي غاغل داي – نيجيريا                                                              |
| أفضل وثائقي ‏ | أفضل فيلم لمُخرج مُقيم خارج أفريقيا ‏ |
| - لا ذهب لكالساكا － بوريكنا فاصو - 15 يناير 1970: مذكرات لم تروى عن الحرب الأهلية النيجيرية － نيجيريا - رحلة إلى كينيا － السودان - أيام أكل لحوم البشر － جنوب أفريقيا - البحث عن سالي － إثيوبيا/كندا - الرسالة － كينيا - تصبح أسودا － توغو/ألمانيا - تأثير － جنوب أفريقيا | - لا ظل – كلار أنيام أوسيغوي - عش النسور – أوليفيه أسوا - أسبوعين في لاغوس – كاثرين فاسيغا - إديموزا – ألواي أومواكي - بيتوين – دانييل أدينيموكان |
| أفضل فيلم قصير من الشتات | أفضل فيلم وثائقي من الشتات ‏ |
| - وُضع في صندوق － الولايات المتحدة - 14 يونيو － الولايات المتحدة - إيغون － البرازيل - طوب بطوب － الولايات المتحدة | - تُصبح أسودا － ألمانيا - ثورة من عفار － الولايات المتحدة - اللقاء بأبي － فرنسا - لو أن الجماد يتكلم － ألمانيا |
| أفضل فيلم من الشتات ‏ | أفضل موسيقى تصويرية ‏ |
| - جوزيف － باربادوس - روح غاضبة － أستراليا - لولا － الولايات المتحدة - يوم مع جيروسا － البرازيل - أسود وأزرق － الولايات المتحدة | - ردهة غولد كوست － غانا - يوميات الصياد － الكاميرون - قادم من الجنون － نيجيريا - زفاف الزولو － جنوب أفريقيا - لأجل ماريا: إيبون باتاكي － نيجيريا - المشي مع الظلال － نيجيريا - العيش في عبودية: التحرر － نيجيريا - ميراج － زيمبابوي                                                               |
| أفضل مؤثرات بصرية ‏ | أفضل مؤثرات صوتية ‏ |
| - مدينة المفصل － جنوب أفريقيا - أبطال أفريقيا: تيتي كوارشي － غانا - ديرونس － بوريكنا فاصو - العيش في عبودية: التحرر － نيجيريا - باداماسي － نيجيريا - راتنيك － نيجيريا - إله الأجنبي － نيجيريا - مذاق أرضنا － رواندا                                                       | - طفل فيلا － جنوب أفريقيا - مدينة المفصل － جنوب أفريقيا - أبناء العاصفة － جنوب أفريقيا - الشبح ومنزل الحقيقة － نيجيريا - لأجل ماريا: إيبون باتاكي － نيجيريا - أربعون عصيا － كينيا - ديرونس － بوريكنا فاصو - ردهة غولد كوست － غانا                                                                 |
| أفضل ممثل واعد ‏ | أفضل أول فيلم روائي لمُخرج |
| - فايث فيديل – يوميات الصياد - نعومي نيملين – ديرونس - شيميزي إيمو – نيمبي - جيدوفور كينيتشوكو أشوفوسي – العيش في عبودية: التحرر - واين سميث – طفل فيلا - سينا سول ‏ – ردهة غولد كوست - أنثونيتا كالونتا – خادمة اللبن                                                             | - مذاق أرضنا – يوهي أمولي - قادم من الجنون – أكينيمي سيباستين أكينروبو - العيش في عبودية: التحرر – رامسي نوح - ذا بلينغ لاغوسيان – بولانلي أوستن بيترز - لأجل ماريا: إيبون باتاكي – داميلولا أوريموغونجي - زفاف الزولو – لينيو سيكيلوانا - ميراج – مالايكا موشاندو - الخط الأبيض – ديزيري كاهيكوبو ميفريت |